# NGC 6013
NGC 6013 is een balkspiraalstelsel in het sterrenbeeld Hercules. Het hemelobject werd op 21 juni 1876 ontdekt door de Franse astronoom Édouard Jean-Marie Stephan.

## Synoniemen
- UGC 10080
- MCG 7-33-4
- ZWG 223.7
- PGC 56287